# Gran Premi de l'Argentina del 1954
Resultats del Gran Premi de l'Argentina de Fórmula 1 de la temporada 1954, disputat al circuit Oscar Alfredo Galvez de Buenos Aires, el 17 de gener de 1954.

## Resultats
| Pos | No | Pilot                 | Equip    | Voltes | Temps/ Retirada         | Pos. de sortida | Punts |
| --- | -- | --------------------- | -------- | ------ | ----------------------- | --------------- | ----- |
| 1   | 2  | Juan Manuel Fangio    | Maserati | 87     | 2h 00' 56. 2            | 3               | 8     |
| 2   | 10 | Nino Farina           | Ferrari  | 87     | + 1' 19.0 min.          | 1               | 6     |
| 3   | 12 | José Froilán González | Ferrari  | 87     | + 2' 01.0 min.          | 2               | 5     |
| 4   | 26 | Maurice Trintignant   | Ferrari  | 86     | + 1 Volta               | 5               | 3     |
| 5   | 20 | Elie Bayol            | Gordini  | 85     | + 2 Voltes              | 15              | 2     |
| 6   | 28 | Harry Schell          | Maserati | 84     | + 3 Voltes              | 11              |       |
| 7   | 8  | Prince Bira           | Maserati | 83     | + 4 Voltes              | 10              |       |
| 8   | 30 | Toulo de Graffenried  | Maserati | 83     | + 4 Voltes              | 13              |       |
| 9   | 16 | Umberto Maglioli      | Ferrari  | 82     | + 5 Voltes              | 12              |       |
| DSC | 18 | Jean Behra            | Gordini  | 61     | Desqualificat           | 17              |       |
| DSC | 14 | Mike Hawthorn         | Ferrari  | 52     | Desqualificat           | 4               |       |
| Ret | 4  | Onofre Marimon        | Maserati | 48     | Motor                   | 6               |       |
| Ret | 32 | Roberto Mieres        | Maserati | 37     | Pèrdua d'oli            | 8               |       |
| Ret | 22 | Roger Loyer           | Gordini  | 19     | Pressió de l'oli        | 16              |       |
| Ret | 34 | Jorge Daponte         | Maserati | 19     | Caixa canvi             | 18              |       |
| Ret | 24 | Louis Rosier          | Ferrari  | 1      | Accident                | 14              |       |
| NVS | 6  | Luigi Musso           | Maserati | 0      | No va participar, motor | 7               |       |
| NVS | 36 | Carlos Menditéguy     | Maserati | 0      | No va participar, motor | 9               |       |

## Altres
- Pole: Nino Farina 1' 44. 80

- Volta ràpida: Jose Froilan Gonzalez 1' 48. 200